# Typhochrestus pygmaeus
Typhochrestus pygmaeus är en spindelart som först beskrevs av Thorwald Julius Sørensen 1898.  Typhochrestus pygmaeus ingår i släktet Typhochrestus och familjen täckvävarspindlar. Inga underarter finns listade i Catalogue of Life.